# Expoziția Memorială „Ștefan Jäger”
Expoziția Memorială „Ștefan Jäger” este un muzeu județean din Jimbolia, amplasat în Str. T. Vladimirescu nr. 102. A fost construit cu sprijinul Landului german Bavaria, pe locul fostei Case memoriale dedicate pictorului. Clădirea include: o secție de etnografie, o secție de arheologie, o încăpere destinată personalităților jimboliene, o sală de ședințe, o cameră tradițională șvăbească și un spațiu destinat expozițiilor. Atelierul pictorului a rămas neschimbat și cuprinde, pe lângă obiecte ce au aparținut artistului, 11 lucrări în ulei, acuarele și schițe. Colecția de etnografie cuprinde piese de port popular, mobilier, obiecte de uz casnic specifice populației românești și germane din zonă. Condițiile moderne oferite de muzeu îl fac un loc predilect de organizare a unor expoziții diverse, lansări de carte, simpozioane etc.